# Zeyern (Rodach)
Die Zeyern ist ein gut sieben Kilometer langer, linker und südlicher Zufluss der Rodach im oberfränkischen Landkreis Kronach. 

## Name
Der Name leitet sich wohl vom slawischen *čirikati „schnattern“ oder *čir „Geschwür“ ab.

## Geographie

### Verlauf
Die Zeyern entspringt in einem Wald südöstlich des Weilers Geuser, einem Ortsteil der Stadt Wallenfels, auf einer Höhe von 599 m ü. NHN.
Sie fließt zunächst, begleitet von einem Waldweg, entlang der Gemeindegrenze von Wallenfels zu Presseck, die zugleich die Kreisgrenze zwischen dem Landkreis Kronach und dem Landkreis Kulmbach ist, etwa einen Kilometer in südwestlicher Richtung durch Waldgelände und wird dann unweit eines ehemaligen Steinbruchs auf ihrer linken Seite vom aus dem Süden kommenden Dorschengraben gestärkt.
Die Zeyern zieht nun nordnordwestwärts am Westfuße des  709 m ü. NHN hohen Geuserbergs entlang und markiert dabei etwa 2½ km lang die Gemeindegrenze von Marktrodach zu Wallenfels.  Gut 700 Meter bachabwärts fließt ihr auf ihrer linken Seite der Wildgraben und etwas später auf der anderen Seite der Frauenbach zu.
Rechts und links von zahlreichen Bächen gespeist wendet sie ihren Lauf mehr und mehr nach Nordwesten und erreicht dann das zum Markt Marktrodach gehörende Pfarrdorf Zeyern.
Sie durchfließt die Ortschaft und mündet schließlich auf einer Höhe von 337 m ü. NHN von links in die aus dem Nordosten  heranziehende Rodach.
Der 7,14 km lange Lauf der Zeyern endet ungefähr 372 Höhenmeter unterhalb ihrer Quelle, sie hat somit ein mittleres Sohlgefälle von etwa 52 ‰.

### Zuflüsse
- Dorschengraben (links), 0,7 km[6]
- Wildgraben (links), 0,8 km[6]
- Großer Peintenbach[7] (links), 0,9 km[6]
- Kleiner Peintenbach[8] (links), 0,9 km[6]
- Doernbach[9] (rechts), 1,0 km[6]

### Flusssystem Rodach
- Fließgewässer im Flusssystem Rodach